# セブン＝フォートレス Advanced
セブン＝フォートレス Advanced（セブン＝フォートレス アドヴァンスド）は菊池たけしが製作したヒロイックファンタジーテーブルトークRPG（TRPG）。1998年にアスペクト社より書籍版にて発売された。セブン＝フォートレスシリーズの第二弾である。

## 概要
1996年に発売された『セブン＝フォートレスRPG』の続篇として発売されたゲーム。『セブン＝フォートレスRPG』は「熱いバトルを体験する」ことを目的とした少年漫画的なゲームであったが、今作『セブン＝フォートレス Advanced』では方向性を変えてダンジョンアドベンチャーをメインとしたゲームになっている。
ゲームプレイ前にゲームマスターがダンジョンを作る際に、プレイヤーキャラクターのレベルに応じた「ポイント」の範囲内でトラップやモンスターを配置するというルールが特徴で、これによってプレイヤーキャラクター
にとって最適な難易度のダンジョンが誰でも作成できるようになっている。
ゲームシステムは前作ほどパワーインフレなバランスにはなっていないが、ピーキーでギャンブル的なバランスは健在であり、キャラクターが思いもよらないところで死亡したり、完全に追い詰められた時点での意外な逆転勝利など「ダイスによるメイクドラマ」が頻繁に起こりやすいゲームとなっている。
前作『セブン＝フォートレスRPG』とはある程度の互換性があり、混ぜて遊ぶことも志向されて作られている。特に『セブン＝フォートレスRPG』の復刻版である『セブン＝フォートレスクラシック』は『セブン＝フォートレス Advanced』との完全互換ルールが掲載されており、前作のパワーインフレバトルなノリも二つのシステムを混ぜることで再現できる。

## システム
セブン＝フォートレスシリーズに共通する基本的なゲームシステムについては、セブン＝フォートレス#システムの節を参照。ここでは『セブン＝フォートレス Advanced』から追加された部分について解説する。

### キャラクターメイキング
属性二つとキャラクタークラスを一つ決定することで、その組み合わせでPCの能力値が決定される。（属性を二つ選べるようになったのは『セブン＝フォートレス Advanced』からである）。
『セブン＝フォートレスRPG』から「クラス依存能力」が追加されたが、かなり地味なものであり、後述する特徴&特殊能力表の効果の方が強く目立つ。

### 特徴&特殊能力
『セブン＝フォートレス Advanced』では前作と同じく「特徴&特殊能力決定チャート」というのがあり、これによりプレイヤーキャラクターは他の仲間では真似できない「自分だけの能力」を得ることができる。
特徴&特殊能力は前作よりも比較的まともなものが多く、クラスごとにチャートが分けられているため、自分のクラスの能力と組み合わせの悪い特殊能力がつくことは少なくなった。

### 魔法
『セブン＝フォートレス Advanced』では前作までと魔法のルールが全く別物に変更されている。このゲームで使われる魔法は詠唱や身振り手振りを要する「属性紋章魔法」といわれるものであり、魔法の発動に準備時間が必要になっているのである（詠唱や身振りにかかる時間ということである）。また、前作は比較的簡単にできたマジックポイントの回復も若干きつめになり、魔法は連発するものでなく使いどころを考えなくてはならないようになった。

### 戦闘ルール
戦闘に関係するルールも全く別物になった。
戦闘にはスクエア（四角マス）を使用したバトルマップを使用するようになっている。このマップはダンジョン探索のさいにも使われ、戦闘とダンジョン探索はシームレスに進行させることができる。1マスの中にはキャラクターが14体まで入ることができ、範囲攻撃や乱戦などが理解しやすいようになっている。（これは後のF.E.A.R.のゲームに多用される「エンゲージ」の概念の原型となっている）
大きな変化のもう一つは「行動カウント」のルールの追加である。キャラクターは戦闘ラウンドの開始時に「行動カウント値」を決定し、行動カウントが高いものから戦闘行動を行っていく。行動が終了すると「行動カウント値」を-20する。そしてキャラクターは行動カウント値が0以下になるまでは行動が可能となる。
魔法の使用するさいには、自分の手番になったとき魔法ごとに決められた「消費カウント」だけ行動カウントを減らさなくてはならない。減らされたカウント値の時点で魔法が初めて発動する。自分の行動カウントから魔法の発動カウントまでの間にダメージを受けると魔法発動に失敗する恐れがある。
また、魔法の中には詠唱も全く不要で、自分の手番でなくても他者の行動に割り込んで使用できる「対抗魔法」というものもある。詠唱時間の大きな強力な魔法と小回りの利く対抗魔法の使い分けがこのゲームの勝利の鍵である。

### フォートレスコンストラクション
#概要で先述したように。このゲームでのダンジョンは、プレイヤーキャラクターのレベルに応じた「作成ポイント」を消費してトラップやクリーチャーを配置していくというルールがある。これを「フォートレスコンストラクション」と呼ぶ。なお、GMは「フォートレスコンストラクション」を無視して自由にトラップやクリーチャーを配置しても良い。
フォートレスコンストラクションでは、5×5のスクエア（四角いマス）が描かれた「タイル」と言われる紙を組み合わせてダンジョンを構築するというブロック遊びのような独特のルールで作られる。プレイヤーキャラクターがあるタイルで描かれたエリアから、次のタイルが示すエリアに移動したら、新しいタイルをテーブルに置く。タイルには事前に道や部屋を書いておくことで、ダンジョンのマッピングという手間を減らすことができるのである。
また、ルールブックには事前に道や部屋が書き込まれたタイルが多数用意されており、これを適当に組み合わせるだけでもダンジョンが出来上がる。さらに、ゲーム・フィールドから発売された『アルセイルの氷砦 Advanced』というリプレイ単行本には、事前に用意されたタイルとランダムイベントチャートを組み合わせて何のシナリオ準備なしにダンジョン探索を遊ぶことができる追加ルールが付録として掲載されている。アルセイルの氷砦#落陽王の遺産の節も参照。

### クラスチェンジシステム
成長時に別のクラスへ転職する「クラスチェンジ」のルールが加わった。これによりキャラクターの成長の幅は大きく広がった。また、クラスチェンジ時にしか習得できないクラス「上級クラス」も加わっている。

## 世界設定
舞台となる幻想世界ラース＝フェリアは世界の危機が無数に転がっており、同じくらい世界を救う勇者たちがゴロゴロいる非常にパワフルなファンタジー世界である。世界観の概略は、セブン＝フォートレス#世界設定および主八界を参照。
ここでは『セブン＝フォートレス Advanced』の舞台となる時代について解説を行う。

### 七紋章紀
『セブン＝フォートレス Advanced』は七紋章紀005年を基本的な舞台にする。これは前作から10数年後の世界であり、世界観は前作から大きく変貌している。七紋章紀という時代は3つのキーワードであらわすことができる。
まず、一つ目のキーワードが「魔法文明の瓦解」である。「聖神官サライの反乱」という事件により前作の世界観における魔法文明を支えていた「宝珠」が失われ、人類の文明レベル、文化レベルは大きく減退した。このせいで、どこか庶民の生活レベルがどこか現代的であった前作よりも「剣と魔法のファンタジー世界」に近いノリの世界観に変貌した。
二つ目のキーワードが「地域間の対立」である。セブン＝フォートレスの世界は七つの地域が別々の文化圏になっていることで知られているが、この七地域が「天の三角」と「冥の三角」に分かれて対立しているのである。対立の結果、騎士団同士の小競り合いなども良く起こっており、いつか大戦争が起こるのではないかという暗い予感がする世界観である。
三つ目のキーワードが「冥魔の侵攻」である。宝珠が失われた影響で世界中に8つの「クリーチャーホール」というものが開き、そこから魔物が無数に這い出てきて世界中にあふれかえったのである。世界が一瞬で破壊されるかもしれないレベルの危機はあふれていても、日常生活レベルの危機の少なかった前作と違い、今作では村や街での日常生活においても怪物たちの侵攻に怯えるような世界観になっている。この「クリーチャーホール」は冥界とを直接つなぐ次元の穴であり、ここから這い出る怪物はすなわり「冥魔」である。詳細は主八界#冥界の節を参照。

### 七導王
属性魔法が失われてから約3年後、この世界に七人の偉大な魔術師が現れ、「リンテル」と呼ばれる委員会を組織し、全く新しい魔法体系「属性紋章魔法」をもたらした。これは、誰でも使えた属性魔法とは違い、ある程度の知識と技術を持つものしか使えない魔法体系であったが、崩壊した魔法文明を復興させるのには大いに役立った。七人の魔術師は混乱のラース＝フェリアの中で「導王」となり、七つの地域を一つずつ支配するようになった。彼ら「七導王」は崩壊した十六都市国家評議会に変わって人類社会を導く者となったのである。
しかし、この七導王の間にいつしか対立が起こるようになる。実は「属性紋章魔法」は発展途上の技術であり、それをどう発展させていくかを巡って「天の三角」と「冥の三角」という二つの派閥ができてしまったのだ。当初は学術論争のレベルにとどまっていた対立は、七紋章紀003年に「冥の三角」側の紋章砦（フォートレスアタック参照）の一つが破壊された事をきっかけに、七導王が支配する地域社会同士の対立に発展した。
- 天の三角
  - "空導王"アンブレアス＝ガェア - シェローティア地方を治める導王。高い理想を持つ厳格な中年男性。
  - "炎導王"ラーガ＝ラギア - フレイス地方を治める導王。まだ10代の少年だが力への渇望を見せる導王きってのタカ派。
  - "森導王"ブランドー＝ピピン - フォーラ地方を治める導王。温厚そうだが腹芸が得意な古狸のヒゲオヤジ。
- 中立
  - "海導王"ロイヴァス＝ヴェルターブーフ - フォーチューン地方を治める導王。感情をほとんど見せることのない。凪のような雰囲気を漂わせる男。天と冥のどちらの陣営にもつかない。
- 冥の三角
  - "闇導王"シェイラ＝イクスティム - リーン地方を治める導王。冷徹さを感じさせる女王だが、彼女の冷徹さは冥魔の侵攻の激しいリーン地方を護るためであり住民の支持は高い。
  - "氷導王"シェディ＝イクスティム - アルセイル地方を治める導王。目的のためなら情にながされることはない氷の王。
  - "幻導王"フィルナ＝メイ - ラ・アルメイア地方を治める導王。神秘的な雰囲気を漂わせる年齢不詳の女性。天と冥の対立には防衛的な態度を取る。

なお、公にされていないが、七導王の正体は、かつて「宝珠戦争」を起こした「褐色の聖神官」サライの同志「八導師」である。宝珠戦争によって属性魔法が失われたのをきっかけに世界が破局的災厄に見舞われたことから、サライと八導師は「世界の敵」とみなされている。一部の者は真実に気づいているようだが、単なる中傷扱いされている。

### フォートレスアタック
『セブン＝フォートレス Advanced』でも前作と同じくプレイヤーキャラクターは「探索者」といわれる冒険者となる。前作での探索者の主な仕事は古代遺跡の探索であったが、今作では「紋章砦」といわれる建造物の破壊が主な仕事になる。
七導王は「世界中を覆う一つの魔法結界を作る」という遠大な計画をたてており、そのために作られる魔力拠点が紋章砦である。世界中に紋章砦を建築することで、砦同士で魔力ネットワークがつながり、その結果世界中を覆う一つの魔法結界が描かれるのである。これにより、世界中どこにでも魔力が満ちてかつてのような高度な魔法文明を復興させることができる。しかし、この紋章砦は「天の三角」の砦と「冥の三角」の砦でアーキテクチャが異なり、どちらかに統一しないとネットワークがつながらないことが判明したのである。そこで、二つの陣営は敵対する陣営の砦に探索者を派遣し、砦の魔力を制御する「コア」を破壊するようなテロ行為を行うようになったのである。
互いのテロは激化し、紋章砦にはコアを護るために探索者避けのトラップたクリーチャーが配置される「ダンジョン」として建造されるようになった。しかしこれが、ダンジョン探索のプロである探索者たちの需要をより高めるようになる。
この時代の探索者は、「天の三角」と「冥の三角」のどちらかの陣営に雇われて敵対陣営の紋章砦を攻略するのが基本的な仕事になる。これを「フォートレスアタック」と呼ぶ。もちろん、フォートレスアタック以外の「なんでも屋」としての探索者の役割も健在である。冥魔の脅威に怯える今のラース＝フェリアでは怪物退治や旅の護衛の依頼も多くなっている。

## セブン＝フォートレス EX
『セブン＝フォートレス EX for Advanced -The 8th heritage-』は2001年にゲーム・フィールド社より書籍版にて発売された、『セブン＝フォートレス Advanced』のサプリメントである。
新たに追加された1000以上のデータと、セブン＝フォートレスシリーズの特徴でもある「世界の危機とそれに立ち向かう勇者たちの物語」を手軽に再現することを目的とした追加ルール「世界の危機・一日体験コース」を収録したサプリメントで、特に後者を導入することで、それまでのセブン＝フォートレスシリーズとは全く異なる遊び方のゲームを体験することができるようになっている。

### EXの時代設定
『セブン＝フォートレス EX』は基本ルールブックで語られている時代から一年後、七紋章紀006年を舞台にするが、この年はそれまでとは比較にならないほど世界の危機が発生している時代として設定されている。
この年には3体の魔王が復活し、地上には冥魔の軍によって壊滅寸前にまで追い詰められている。特に最強の魔王といわれるのが「星降る夜の王エンディヴィエ」で、この存在を倒すための大河物語を体験することが『セブン＝フォートレス EX』の推奨される遊び方である。
『セブン＝フォートレス EX』以降、ラース＝フェリアには魔王という存在が良く現れるようになり、菊池たけしワールドの定番の敵役となった。

### 世界の危機・一日体験コース
「世界の危機・一日体験コース」では、世界に起こる危機を36のキーワード「EXパラメーター表」に分けて収録しており、シーンごとに一個のキーワードをとりだし世界崩壊のイベントを作っていくという方法でゲームが進行される。
また、プレイヤーキャラクターはキャラクターメイキング時に得た特徴&特殊能力やクラス依存能力ごとに特定の「EXパラメーター」を得る。シーンで指定したEXパラメーターと自分が所持するEXパラメーターが同じとき、そのEXパラメーターごとに指定されている「そのシーンでプレイヤーが演出しなければならないこと」を達成すれば、EPと呼ばれるポイントを得られる。このEPを決められた値だけ消費することで特殊能力がレベルアップして強力な効果を発揮するようになるのである。特殊能力は4段階までレベルアップ可能で、最終段階に至った特殊能力は世界をゆるがすような超人的なものとなる。例えばギャグ能力の一つである「足がクサイ」でさえ、その腐臭ゆえに冥界とのクリーチャーホールが開き、その奥に封印されていた守護天使レベルの何かの支援を得るというとんでもないものとなるのだ。
このルールで遊ぶことにより、「次から次に起こる世界の危機、それに対応するために神にも等しい力を得ていく勇者たち」という派手な展開を非常に短時間で体験することが可能になる。
ファミ通文庫版『フォーラの森砦V3』下巻に収録されたあとがき対談によれば、菊池たけし自身はこのルールを気に入らなかったようで（対談相手である田中天からの『V3版EXパラメーターを出そう』とのリクエストを断っている）、『Advanced』の後継版である『V3』『メビウス』には採用されていない。しかし「世界の危機・一日体験コース」は、後に『アルシャード』や『ダブルクロス』、『異界戦記カオスフレア』などに追加搭載されたシナリオ自動作成ルール「シナリオクラフト」の原型となっている。

### 「雑魚魔王」
『EX』の特徴であるEXパラメータを使って特殊能力のレベルをアップさせていけば、作りたてのレベル0キャラクターでも凶悪な魔王をたった二時間程度のゲームプレイで倒せてしまう。この結果「設定上は世界を破壊するくらい魔王のくせに、なぜか雑魚っぽく簡単に倒せる魔王がいっぱいいる世界」というような誤った印象がユーザーに根付いてしまうという問題も起こった。（実際は魔王が弱いのでなくPCが普通ではありえない方法で強くなっただけである）
しかし菊池たけしはこれを逆手にとって、自身のリプレイなどで一種のギャグとして「凶悪な敵のはずの魔王が、より強大な敵へのヤラレ役、かませ犬のようにやられていく」というネタを扱うことが多くなった。
この「雑魚魔王」という概念は『EX』以外の菊池たけしデザインのTRPGにも盛り込まれ、特に『ナイトウィザード』では定番のネタになっている。

### 今回予告
『EX』には、その後のF.E.A.R.社製TRPGのセッションに大きな影響を与えたギミックが掲載されている。「今回予告」である。
今回予告とは、セッション開始前に今回のシナリオの内容のおおまかなあらすじをネタバレにならない程度で紹介し、最後に「なお、シナリオの内容は予告なく変更される場合があることをご了承ください」と言って締めるというものである。初出当時はリプレイ「アルセイルの氷砦」の予告マンガのノリを再現したギャグネタの位置として捕らえられることが多かったが、やがてゲームプレイを円滑に行うためのギミックとして機能することが注目され、多くのF.E.A.R.社製TRPGに採用されていった。現在では多くのゲームで（『EX』にあったようなギャグネタ的な部分が完全にカットされた形で）、一つの優れたセッション支援ギミックとして使用されている。

### 高レベル用サプリメント
『EX』は高レベル用サプリメントでもあり、世界の危機レベルのシナリオで使えるような高レベルのアイテムや魔法が追加されている。これらのデータは「世界の危機・一日体験コース」ルールを適用しなくても使用できる。剣技や闘気法も『セブン＝フォートレス Advanced』のルールに完全にあわせた形で掲載されている。

## キャラクタークラス一覧

### 基本クラス
- ウォーリア - 戦士。武器の扱いに長けた戦士。平均的な能力を持つ
- ライトウォーリア - 軽戦士。回避能力が高い。
- ヘヴィウォーリア - 重戦士。防御能力が高い。
- メイジ - 魔法使。攻撃系魔法に長ける。
- プリースト - 神官。防御系魔法に長ける。
- メイジウォーリア - 魔法戦士。攻撃魔法と物理戦闘をどちらもある程度こなす
- プリーストウォーリア - 神官戦士。防御魔法と物理戦闘をどちらもある程度こなす
- エクスプローラー - 探索士。ダンジョン内の罠に発見と解除を得意とする。それなりの攻撃魔法と高い回避能力も持つ。
- ディバインウォーリア - 神性戦士。キャラクターメイキング時に六面体サイコロで1か2を出さないと選ぶことができない選ばれし者のクラス。プリーストウォーリアの強化版
- エクセレントウォーリア - 勇者。キャラクターメイキング時に六面体サイコロで1を出さないと選ぶことができない選ばれし者のクラス。あらゆるクラスの特性を少しずつ併せ持つ万能クラス。
- ミスティック - 属性魔導使。神からの信託により、古代の魔法系統「神託魔法」を授かった魔術使
- プリーチャー - 属性神官。神からの信託により、古代の魔法系統「神託魔法」を授かった神官。
- ぷちメイジ - ぷち魔導使。なんら教育受けずに才能だけで魔法使の能力を使える幼児。
- ぷちプリースト - ぷち神官。なんら教育受けずに才能だけで神官の能力を使える幼児。

### 上級クラス
- ナイト - 騎士。圧倒的な物理攻撃能力を持つ。
- ソードマスター - 剣匠。白兵武器の扱いにより長けたウォーリアーの上級クラス
- アーチャー - 射手。弓の扱いにより長けたウォーリアーの上級クラス
- グラップラー - 格闘士。素手攻撃に長けた格闘家
- イリュージョニスト - 幻術師。〈幻〉属性専用クラス。
- サモナー - 召喚師。
- ネクロマンサー - 死霊術師。〈闇〉属性専用クラス。生命に作用する魔法の使い手
- ドルイド - 森僧。〈森〉属性専用クラス。森の加護をもち自然を味方にする
- フォーチューンテラー - 占術師。〈海〉属性専用クラス。予言の力を持つ。
- ブラックナイト - 黒騎士。〈闇〉属性専用クラス。闇とは悪ではないことを体現する誇り高き忠誠の徒
- ホワイトナイト - 白騎士。〈空〉属性専用クラス。法と秩序を護る忠誠の徒
- レンジャー - 野伏。〈森〉属性専用クラス。屋外探索のエキスパート
- バード - 吟遊詩人。力ある歌と曲を使いこなす
- トリックスター - 遊び人。飄々と風任せに生きる者たち
- サイレントウォーリアー - 隠密戦士。〈闇〉属性専用クラス。斥候 / スパイなどであることをあらわすクラス。
- ダークナイト - 闇騎士。〈闇〉属性専用クラス。ナイトがさらに進化したクラスで、〈闇〉の守護者ジョシュアに直接仕えるという。
- セーラーウォーリアー - 聖海守護戦士。〈海〉属性専用クラス。海上戦闘を得意とする。
- エレメンタラー - 精霊使い。七属性の精霊と契約し魔法使う
- ソーサラー - 紋章使い。古代の魔法体系の一つ「紋章魔法」の使い手
- クレリック - 僧侶。プリーストの直系上級クラス。
- マジックナイト - 魔法騎士。メイジウォーリアーの直系上級クラス。
- ダークプリーストナイト - 闇神戦士。〈闇〉属性専用クラス。ディバインウォーリアーの直系上級クラス。
- モンク - 僧兵。プリーストウォーリアーの直系上級クラス。
- ビショップ - 司教。自分が仕える守護者のためにその教えを広める使徒
- バーニングナイト : 灼熱騎士。〈炎〉属性専用クラス。灼熱の魂をもつ熱き戦士。クラス依存能力としてプラーナの特別な使い方ができる
- スプリガン - 精霊闘士。〈森〉属性専用クラス。古代文明の遺跡に眠る精霊たちの力を借りることができる
- ブリザードメイデン - 氷雪の戦乙女。〈氷〉属性専用クラス。氷上を滑るように華麗に舞う軽戦士。高速戦闘能力を持つ
- ファンタズム・メイジ - 幻獣使。〈幻〉属性専用クラス。幻獣の力を借りる能力を持つ
- エアリアル・ナイト - 天翔ける騎士。〈空〉属性専用クラス。背中に羽を生やした飛行騎士。浮遊能力を持つ。

## 作品一覧
括弧内は 出版年/出版社/形態 の順番。
- セブン＝フォートレス Advanced　（1998年/アスペクト/書籍版）
- セブン＝フォートレス EX　（2001年/ゲーム・フィールド/書籍版）